# Evangelische Kirche (Kerstenhausen)

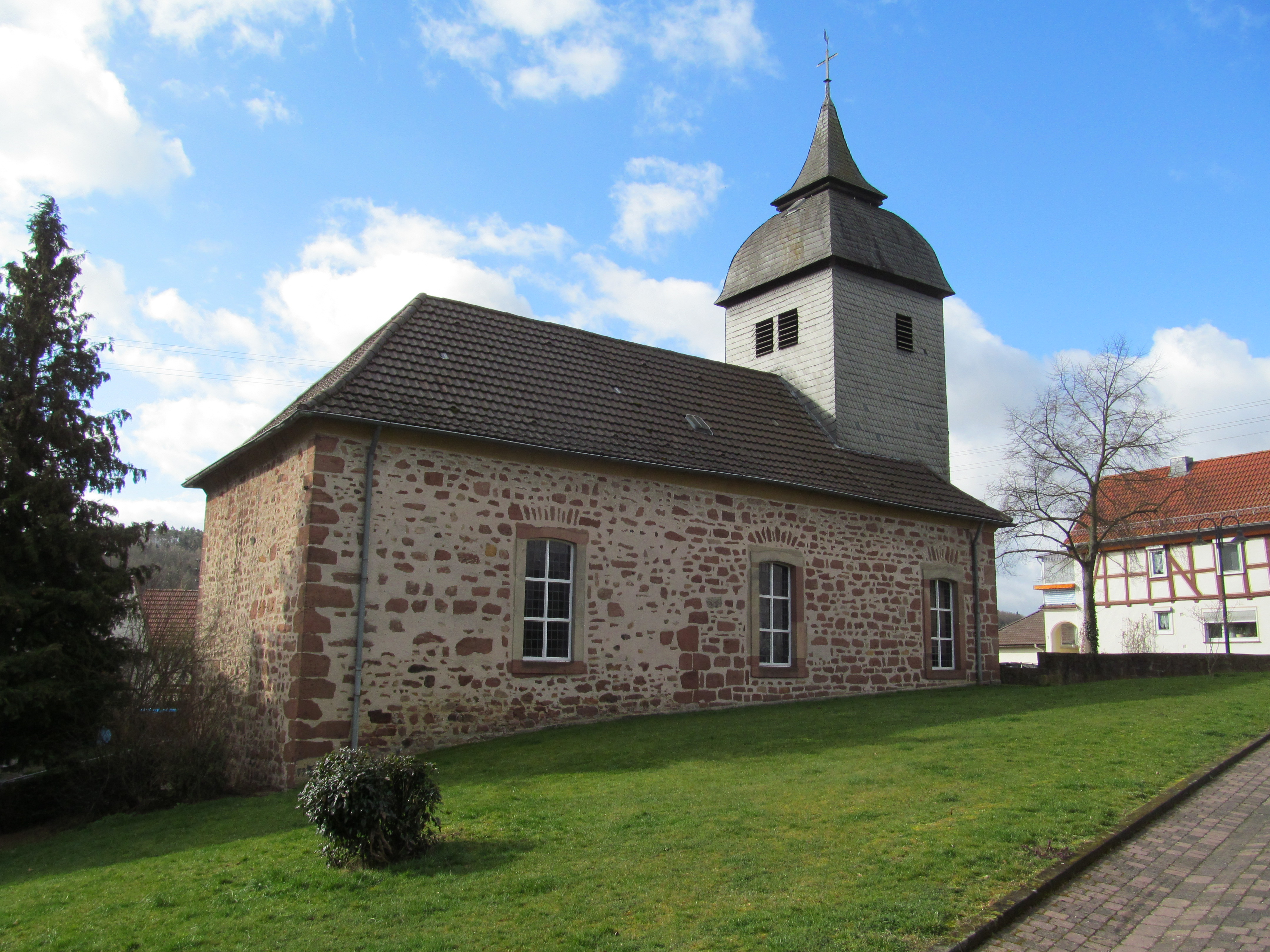
Evangelische Kirche in Kerstenhausen

Die evangelische Kirche Kerstenhausen ist ein denkmalgeschütztes Kirchengebäude in Kerstenhausen, einem Stadtteil von Borken im Schwalm-Eder-Kreis in Hessen. Die Kirche gehört zur Kirchengemeinde Schwalmpforte im
Kirchenkreis Schwalm-Eder im Sprengel Marburg der Evangelischen Kirche von Kurhessen-Waldeck.

## Beschreibung
Im Jahr 1344 wird die zum benachbarten Dorf Klein-Kerstenhausen gehörende Margarethenkirche erstmals urkundlich erwähnt. Im Laufe der Jahrhunderte schrumpfte das Dorf zu einem einzelnen Hof zusammen und wurde 1578 letztmals erwähnt. Die Margarethenkirche verfiel. Dokumentiert sind der Neubau einer Saalkirche aus Bruchsteinen im Jahr 1742, um Platz für die angewachsene Gemeinde zu schaffen, und ein Umbau im Jahr 1864, bei dem das Kirchenschiff verlängert wurde. Aus dem Satteldach des Kirchenschiffs erhebt sich im Westen ein schiefergedeckter Dachturm, der mit einer glockenförmigen Haube bedeckt ist, die in einem spitzen Helm ausläuft.